# 天倫 (無綫電視劇)
《天倫》（英語：The Link）是香港電視廣播有限公司拍攝製作的時裝家族電視劇，全劇共40集，監製莊偉建。故事以一個家族各有成員的家族電視劇主線，起用的班底多非一線。
本劇於2017年10月13日至2017年12月7日在TVB星河頻道“好戲珍藏館”時段重播。

## 轶事
《天伦》除了卡士强劲，故事亦十分紧凑，讲述家族伦理恩怨情仇，爱恨交缠，剧力万钧。故事围绕林家四兄弟姊妹展开。
大哥林嘉华背着妻子林其欣与蔡少芬发展婚外情，却差点被一心利用他报仇的蔡少芬害得家破人亡。二哥关礼杰与黎姿本属斗气冤家，朝夕相对下渐生情愫，最终有情人终成眷属，可惜婚后却不停遭蔡少芬陷害，差点害得黎姿小产。三妹郭蔼明本为娱乐圈新星，与富家子邵仲衡一见钟情，可惜邵仲衡的家人并不喜欢当演员的郭蔼明，最后她为邵仲衡放弃如日中天的演艺事业一心嫁入豪门，却发现并不如想像中幸福。两人相处亦问题频生，最终分手收场，但其实两人仍心爱对方，究竟在经历三离三合后能否再走在一起？四妹钟淑慧则是一位害羞怕事的女孩，她邂逅了有妇之夫曾伟权并怀有其骨肉，受尽千夫所指。
最终林家四兄妹的下场会如何？他们又能否与自己心中所爱开展幸福生活？

## 故事大纲
林海（张翼饰）是鲤鱼门海鲜酒家的东主，林家育有两子两女。长子林家达（林嘉华饰）是典型世界仔；次子林家伟（关礼杰饰）外表粗豪，实则为人细心，侍父至孝，但由于性格刚直，常与父发生龃龉；三女林紫珊（郭蔼明饰）天生丽质，甚为聪颖；四女林紫琼（钟淑慧饰）性格内向，缺乏自信。
林家还有一个重要成员，便是海之妹林清（顾美华饰），年近四十，但乐观豁达，是林家之精神支柱，任职大车行营业主任，但仍是单身贵族一名，她与男友齐亮天（朱江饰）的一段感情纠缠多年，仍未有结果，皆因对方是有妇之夫，而亮天为了道义与责任问题，一直对离婚一事迟疑不决。王細九是家偉妻子唐可琪（黎姿饰）的养父，对清有特殊情感，但基于清之心已另有所属，唯有把感情埋于心底。
亮天的女儿齐雪儿（蔡少芬饰）发现了父与清的恋情，向林家暗思报复，先是苦缠家达，使他与妻张玉卿（林其欣饰）闹翻，又施计迫使可琪离开林家，继而欲毒害清然后嫁祸细九，不料害人终害己。
至于林家三女紫珊，自小虽受众人宠爱，人生旅途畅顺无阻，自嫁入豪门后，波折重重，与丈夫宋文俊（邵仲衡饰）相爱，但彼此的人生目标各有不同，因而数度离合，最后看破红尘，遁入空门，其后在一次意外中文俊为救紫珊而变成植物人，令紫珊再起尘世情爱之念......

## 演員表
| 演員   | 角色   | 簡要介紹 |
| ------ | ------ | --- |
| 張翼   | 林海   | 海鮮樓館主，林波、林清之兄，林家達、林家偉、林紫珊、林紫瓊之父                                                                             |
| 顧美華 | 林清   | 細姑姐，車行營業主任，林海、林波之妹，梁桂香之小姑，林家達、林家偉、林紫珊、林紫琼之姑姑                                                   |
| 黃一飛 | 林波   | 林海之二弟，林清之兄，林家勁之父，梁桂香之夫，後被其拋棄，林家達、林家偉、林紫珊、林紫琼之二叔                                             |
| 林嘉華 | 林家達 | 一哥，地產經紀，林海之子，林海之姪子，張玉卿之夫，齊雪兒之情夫                                                                             |
| 林其欣 | 張玉卿 | 一嫂，林家達之妻，被醫生診斷為難以懷孕，懷有雙胞胎                                                                                         |
| 關禮傑 | 林家偉 | 火點偉，林海之次子，林海之姪子，唐可琪之夫                                                                                                 |
| 黎姿   | 唐可琪 | 林家偉之妻，王細九養女，懷有林家偉的孩子，曾被已流產的齊雪兒虐待至下體出血，並被齊雪兒脅持，及後急送院產子                                 |
| 郭藹明 | 林紫珊 | 大妹，林海之三女，林海之姪女，宋文俊之妻，懷有宋文俊的孩子，與齊雪兒糾纏期間致早產，誕下宋早兒，宋早兒死後曾短暫出家為尼，後還俗，再度懷孕 |
| 鍾淑慧 | 林紫瓊 | 細妹，林海之幼女，林海之姪女，康明之情婦，未婚懷孕                                                                                         |
| 李家強 | 林家勁 | 林波之子 |
| 梁舜燕 | 程若楠 | 瑞麟百貨董事，宋文光、宋文麗、宋文俊之母，宋浩賢之祖母，病逝                                                                               |
| 郭德信 | 宋文光 | 瑞麟百貨總經理，程若楠之長子，宋文麗、宋文俊之兄，汪婷芳之夫，宋浩賢之父                                                                   |
| 馬海倫 | 汪婷芳 | 宋文光之妻，宋浩賢之母 |
| 談佩珊 | 宋文麗 | 程若楠之女，宋文光之妹、宋文俊之姊，康明之妻                                                                                               |
| 邵仲衡 | 宋文俊 | 瑞麟百貨推廣部經理，後成為董事長助理，程若楠去世後繼承瑞麟百貨，程若楠之幼子，宋文光、宋文麗之弟，林紫珊之夫                               |
| 郭藹明 | 林紫珊 | 宋文俊之妻 |
| 曾偉權 | 康明   | 瑞麟百貨營業部經理，程若楠之女婿，林紫琼之情夫，後一次意外令下體受傷致不育                                                                 |
| 文嘉永 | 宋浩賢 | 宋文光、汪婷芳之子，程若楠之孫 |

- 胡美儀飾葉雅嫻
- 蔡少芬飾齊雪兒
- 葉玉萍飾梁桂香(林波之妻，在林波內地生意失敗後離開)
- 崔嘉寶飾Kitty(林家偉之前女友)
- 彭峻輝飾彭小寶
- 曾慧雲飾賈慕貞
- 游飈飾昌
- 鄭君寧飾華
- 博君飾伙記
- 孫季卿飾伙記
- 王維德飾高偉健
- 麥子雲飾齋賴
- 何英偉飾Robert
- 劉煒全飾律師
- 麥皓為飾Frankie
- 謝月美飾師奶
- 溫雙燕飾師奶
- 廖麗麗飾師奶
- 黃天鐸飾John
- 梁健平飾導演Derek
- 關菁飾唐龍
- 侯蔚雲飾神鳳
- 李耀敬飾大隻B
- 凌漢飾董事
- 陳中堅飾董事
- 林映輝飾Nicole
- 方傑飾周冠雄
- 黃文標飾馬友
- 黃成想飾大哥成
- 麥嘉倫飾同事/瑞麟職員
- 陳燕航飾同事
- 祝文君飾同事
- 亦羚飾同事
- 郭少芸飾同事
- 李桂英飾Rosa
- 吳列華飾Helen/秘書
- 徐廣林飾老闆
- 飾老闆娘
- 陳欣飾Lawrence
- 曹濟飾超級市場經理
- 郭卓樺飾大鼻
- 蔡欣樺飾琪母
- 曾令茵飾B女友
- 李衛民飾車行職員
- 河國榮飾洋漢
- 何璧堅飾珠寶店經理
- 黃文標飾馬友
- 陸麗燕飾候選人/尼姑
- 羅維飾嘉賓/職員
- 張海勤飾伴郎/職員/瑞麟職員
- 鄭嵐飾嘉賓
- 黎秀英飾群姐
- 虞天偉飾CID
- 鄧煜榮飾金山佬
- 陳曉芸飾嘉賓/瑞麟職員
- 蕭山仁飾鄭經理(車行經理)
- 陳惠瑜飾彩姐
- 葉振聲飾飛仔甲
- 陳勉良飾發叔
- 戴少民飾職員
- 何浩源飾莫生
- 馮瑞珍飾亞婆
- 羅雪玲飾Cindy(雪同事)
- 蕭玉燕飾Jackie
- 黃宗賜飾偉朋友
- 鄭英龍飾偉朋友
- 區人山飾大耳窿
- 飾管理員
- 王偉樑飾工作人員
- 王翠玉飾芳姐
- 麥皓為飾導演
- 郭智坤飾演員
- 何柏光飾環頭佬
- 司徒浩飾老闆
- 王小明飾片商
- 黃建峰飾吉
- 林嘉麗飾售貨員
- 黃瑋琳飾貞朋友
- 區嶽飾老周
- 羅君左飾職員
- 譚一清飾陳經理
- 曾梓峰飾榮仔
- 許實賢飾職員
- 鄧汝超飾職員
- 丘國良飾調查員
- 林家棟飾調查員
- 梁少狄飾唐哥
- 黃仲匡飾大象
- 曾梓峰飾林福榮
- 黃振寧飾Joe
- 芳靄鈴飾婦人
- 陳鳳冰飾七嬸
- 張百賢飾ICAC
- 潘樹基飾ICAC
- 梁美鳳飾護士
- 陳景培飾醫生
- 張俊平飾醫生
- 羅國維飾法官
- 文潔雲飾婦人
- 劉桂芳飾青心
- 黎宣飾主持
- 黃鳳琼飾尼姑
- 唐葳娜飾尼姑
- 夏萍飾老尼姑
- 陸麗燕飾女護士
- 駿雄飾劉SIR

## 影碟發行
電視廣播(國際)有限公司授權台灣弘音多媒體科技股份有限公司於2008年推出發行了《天倫》DVD影碟零售版本，此影碟收錄全套40集，共8隻碟，設有粵語及國語發音版本並配上非隱藏繁體中文字幕。